# Mesosa tricolor
Mesosa tricolor là một loài bọ cánh cứng trong họ Cerambycidae.